# 濱田隼
濱田 隼（はまだ しゅん、1990年8月22日 - ）は、名古屋テレビ放送（メ〜テレ）のアナウンサー。

## 来歴・人物
埼玉県坂戸市出身。あずま幼稚園、坂戸市立千代田小学校、坂戸市立勝呂小学校、坂戸市立住吉中学校、慶應義塾志木高等学校、慶應義塾大学卒業後、2013年4月静岡放送（SBS）にアナウンサーとして入社。
2015年5月末でSBSを退社し、同年6月メ〜テレに移籍。
趣味・特技はサッカー。幼稚園から大学まで続けていた。
アナウンススクールはテレビ朝日アスク出身。
身長は179cm（2022年6月5日サンデーLIVE! レポートにて）。
2023年5月、結婚式を挙げた事をInstagramで発表した。。
『ドデスカ!』（2023年12月27日放送）の「2023年反省大賞」で第2位になった。新番組『ドデスカ!+』の初回と第2回目の放送でゲストに、夕方なのに「おはようございます」とあいさつしてしまったことで入賞した。
尚、彼は「ANNニュース」の全国ネット枠（サンデーLIVE内）でテレビ朝日以外のANN系列局のアナウンサーで唯一ニュースを読み上げていた人物である。

## うましゅん
うましゅんは、彼の代名詞である。
当初、ドデスカ!で2021年4月に始まった、「はましゅんの旬感めし」にて叫んでいた言葉である。
この言葉がかなり好評で、2022年から始まった「ドデ祭」では、彼が「うましゅん」と叫んでいるパネルが設置された。
また、2023年10月からスタートしたドデスカ!+の特集でも「うましゅんランチ」として扱われていた。
2024年度以降は使用頻度が減ってきているが、U字工事と食リポ対決をしたり、特番が組まれたりしている。

## 現在の担当番組
- ANNニュース
  - メ〜テレNEWS
- ドデスカ+ - メインMC （2023年10月2日 - ）
- スポーツ中継（サッカー、高校野球、全日本大学駅伝）

## 過去の担当番組

### SBSアナウンサー時代
- イブアイしずおか
- アナらじ
- 静岡新聞ニュース（ラジオorテレビ）

### メ〜テレアナウンサー移籍後
- 第97回全国高等学校野球選手権大会中継（朝日放送、2015年8月、アルプススタンドリポート）
- デルサタ（2016年4月9日 -2021年3月27日 ）
- サンデーLIVE!! - サブキャスター（テレビ朝日・朝日放送→朝日放送テレビ・メ〜テレ共同制作、2017年10月1日 -2023年9月24日 ）[10]
- ドデスカ!ドようびデス。-メインキャスター（2021年4月3日‐ 2023年9月30日）
- ドデスカ! - 水曜・木曜；スポーツ担当、金曜；エンタメ・スポーツ担当、月1金曜；旬感めし